# Molunat
Molunat je naselje in manjše pristanišče v Dubrovniško-neretvanski županiji.

## Geografija
Molunat je zadnje hrvaško naselje v  na jugovzhodnem delu jadranske obale v katerem stalo živi 217 prebivalcev (popis 2001). Kraj je od  državne meje s Črno goro po cesti do mejnega prehoda Karasovići oddaljen 23 km.  Naselje leži na koncu zaliva Gornji Molunat. V zalivu so lepe peščene plaže in nekaj manjših kampov. Zaliv je obenem tudi lepo in varno sidrišče zavarovano pred vsemi vetrovi, ki pihajo na Jadranu. Pred vstopom v zaliv stoji na rtu Rat svetilnik, ki oddaja svetlobni sigmal: B Bl 3s. Nazivni domet svetilnika je 3 milje

## Zgodovina
V bližini naselja se nahaja več prazgodovinskih gomil. V samem naselju pa je veliko arhitekturnih ostankov iz rimskega obdobja in ostanki obzidja, ki so ga v času med 1468 do 1471 zgradili Dubrovčani, da bi lahko v primeru nevarnosti semkaj skrili svoje družine.
Pri podvodnih arheoloških raziskavah v zalivu Gornji Molunat so južno od naselja leta 1958 odkrili ostanke ladje, orožje in razne druge predmete neke ruske ladje, ki se je pred francosko floto leta 1803 umaknila v zaliv. Najdeni predmeti so shranjeni v Dubrovniškem muzeju 

## Gospodarstvo
Prebivalci se ukvarjajo predvsem s turistično dejavnostjo. V naselju in okolici je več avtokampov.

## Demografija
| Pregled števila prebivalcev po letih | Pregled števila prebivalcev po letih | Pregled števila prebivalcev po letih | Pregled števila prebivalcev po letih | Pregled števila prebivalcev po letih | Pregled števila prebivalcev po letih | Pregled števila prebivalcev po letih | Pregled števila prebivalcev po letih | Pregled števila prebivalcev po letih | Pregled števila prebivalcev po letih | Pregled števila prebivalcev po letih | Pregled števila prebivalcev po letih | Pregled števila prebivalcev po letih | Pregled števila prebivalcev po letih | Pregled števila prebivalcev po letih |
| ------------------------------------ | ------------------------------------ | ------------------------------------ | ------------------------------------ | ------------------------------------ | ------------------------------------ | ------------------------------------ | ------------------------------------ | ------------------------------------ | ------------------------------------ | ------------------------------------ | ------------------------------------ | ------------------------------------ | ------------------------------------ | ------------------------------------ |
| 1857                                 | 1869                                 | 1880                                 | 1890                                 | 1900                                 | 1910                                 | 1921                                 | 1931                                 | 1948                                 | 1953                                 | 1961                                 | 1971                                 | 1981                                 | 1991                                 | 2001                                 |
| 0                                    | 0                                    | 0                                    | 38                                   | 43                                   | 52                                   | 0                                    | 0                                    | 109                                  | 104                                  | 87                                   | 103                                  | 149                                  | 199                                  | 217                                  |